# Sábado de mierda
Sábado de mierda es una película mexicana del año 1988 por Gregorio Rocha y su entonces socia y pareja, Sarah Minter, filmada entre 1985 y 1987. La cinta  es uno de los cuatro filmes independientes de la época 1985-1991 que se centran en las vidas de pandillas punk en Ciudad Nezahualcóyotl ("Neza York"), suburbio de Ciudad de México. La pandilla enfocada era un grupo conocido como Mierdas Punks, lo cual estaba presentado también en los documentales Nadie es inocente (también por Minter), y La neta no hay futuro por Andrea Gentil.  La película está clasificada como semi-documental.